# Scapania calcicola
Scapania calcicola là một loài rêu tản trong họ Scapaniaceae. Loài này được (Arnell & J. Perss.) W. Ingham miêu tả khoa học lần đầu tiên năm 1904.